# Lourdes Catão
Maria de Lourdes Prazeres Catão (Rio de Janeiro, 12 de março de 1927 - Rio de Janeiro, 10 de maio de 2020), mais conhecida como Lourdes Catão, foi uma decoradora, curadora e socialite brasileira. Foi casada com o empresário e político catarinense Álvaro Luís Bocaiuva Catão.

## Biografia
Maria de Lourdes Prazeres nasceu na casa de saúde São José, no Rio de Janeiro no ano de 1927, filha de Rubens Prazeres e Antonietta Pillotto, esta filha de italianos, residentes à rua São Clemente 176, casa 11, em Botafogo. Casou-se aos 18 anos com o empresário catarinense Álvaro Luís Bocaiuva Catão, com quem teve três filhos.Foi criada pelos avós no bairro da Urca, já que seus pais viajavam muito.
Após desquitar-se de Álvaro em 1972, conheceu o francês François Gobin-Daudé, com quem morou em Nova Iorque e uma breve passagem em Paris. Nos Estados Unidos, trabalhou por mais de vinte anos como decoradora de apartamento e de casas de campo.
Nos ides de 1950 e 1960, Lourdes foi considerada uma das pessoas mais influentes e importantes da alta sociedade carioca e da vida noturna e boêmia da cidade juntamente como nomes como Tereza Souza Campos, Dolores Guinle, e Therezinha Muniz Freire.
No início dos anos 2000, voltou a viver na cidade do Rio do Janeiro, após seu filho, Antônio, morrer de câncer de pele.
Desde 2008, após o falecimento de sua irmã Maria Helena Prazeres Godim, começou a ser curadora do livro Sociedade brasileira, uma espécie de guia aristocrático da cidade do Rio de Janeiro que compila nomes, telefones e endereços da alta sociedade carioca. A publicação bianual do livro é um dos eventos mais esperados da alta sociedade carioca.
No ano de 2016, uma foto sua numa boate carioca foi escolhida para estampar a capa do livro A noite do meu bem: a história e a histórias do samba-canção de autoria do jornalista e escritor Ruy Castro.

## Paternidade de Álvaro Catão.
Em 2001, a paternidade de seu filho primogênito Álvaro Luiz Bocayuva Catão foi questionada pelo mesmo. Segundo Álvaro, pouco antes de morrer seu tio Francisco João Bocayuva Catão, revelou que era pai dele. Logo, Lourdes, que estava em Nova York confirmou a informação.
Porém, a mulher de Francisco, Ângela Maria Coimbra de Castro Catão, que era sua única herdeira já que ele não deixou filhos com ela, negou o pedido de exame de DNA e lacrou seu jazigo impedindo o exame e dificultando a divisão de herança de Francisco, avaliada em aproximadamente dez milhões de dólares.

## Morte
Lourdes Catão, morreu aos 93 anos no Hospital CopaStar, localizado no bairro de Copacabana, vítima da COVID-19, doença provocada pelo coronavírus SARS-CoV-2. Não foram divulgadas informações sobre seu velório e sepultamento, muito provavelmente pela impossibilidade de ocorrência desses eventos em meio aos riscos de contaminação da pandemia.